# Polowanie na czarownice (film 2011)
Polowanie na czarownice (ang. Season of the Witch) – amerykański dramat fantasy w reżyserii Dominica Seny z 2011 roku. W rolach głównych wystąpili Nicolas Cage i Ron Perlman.

## Opis fabuły
Akcja filmu rozgrywa się w XIV wieku. Po walkach w krucjatach dwaj krzyżowcy, Behmen (Nicolas Cage) i Felson (Ron Perlman) powracają do rodzinnej wioski. Ich oczom ukazuje się miejsce pełne zgliszcz oraz wyniszczone przez epidemię dżumy. Kościół winą za całe zło obarcza czarownicę (Claire Foy), rozkazując rycerzom przetransportowanie winnej do odległego opactwa, gdzie zostanie ukarana za swe czyny.

## Obsada
- Nicolas Cage – Behmen
- Ron Perlman – Felson
- Claire Foy – Anna
- Stephen Campbell Moore – Debelzaq
- Robert Sheehan – Kay
- Ulrich Thomsen – Eckhardt
- Stephen Graham – Hagamar
- Christopher Lee – kardynał D’Ambroise

## Produkcja
Zdjęcia do filmu realizowane były na terenie Stanów Zjednoczonych (Shreveport), Węgier (Budapeszt), Chorwacji (Pula, Premantura) i Austrii (zamek Kreuzenstein w Dolnej Austrii, góra Loser w Styrii, Goldegg im Pongau w kraju związkowym Salzburg, Innsbruck, góry Totes Gebirge i jezioro Traunsee w Górnej Austrii)..